# محطة فوكوشيما النووية الأولى لتوليد الطاقة
محطة فوكوشيما النووية الأولى لتوليد الطاقة (باليابانية: 福島第一原子力発電所 فوكوشيما داي إتشي غينريوكو هاتسودينشو)، غالبا ما يشار إليه بفوكوشيما داى إتشي، وهو محطة للطاقة النووية الواقعة في بلدة توكوما في مقاطعة فوتابا من فوكوشيما. يتألف من ست وحدات منفصلة موجودة باستطاعة إجمالية تصل إلى 4,7 غيغاواط، مفاعل فوكوشيما 1 واحد من أكبر 25 محطة للطاقة النووية في العالم. فوكوشيما الأول هو أول محطة نووية يتم بناؤها وتشغيلها بالكامل من قبل شركة طوكيو للطاقة الكهربائية (تيبكو).
في مارس 2011، في أعقاب الفوري للزلزال وتسونامي سينداي، أعلنت الحكومة اليابانية «حالة الطوارئ للطاقة الذرية» وتم اجلاء الآلاف من السكان الذين يعيشون بالقرب من ريوهي فوكوشيما. في العشرين من أبريل 2012 أصبحت المحطة خارج الخدمة الفعلية بأيقاف آخر وحداتها العاملة بسبب تأثرها بزلزال اليابان الكبير

## زلزال 2011
ذكرت وكالة الهندسة النووية بأن الوحدات من 1 إلى 3 توقفت بشكل آلي بعد زلزال اليابان الكبير، بينما كانت الوحدات من 4 إلى 6 متوقفة بسبب أعمال الصيانة. وقد تم تشغيل مولدات ديزل لتأمين طاقة كهربائية راجعة من أجل تبريد الوحدات 1 إلى 3 والتي كانت قد تضررت بسبب التسونامي. وقد عملت هذه المولدات في البداية بشكل جيد لكنها توقفت بعد ساعة. وبعد الزلزال بيوم حدث انفجار في المفاعل انهار من جرائه أسقف مبنى مجاور ما أدى إلى اصابة بعض العاملين واجلاء الآلاف من دائرة نصف قطرها 10 أكيال كما نجم عن الانفجار تجاوز النشاط الإشعاعي الحد الطبيعي بعشرين مرة.

## اغلاق المحطة
اعتبارا من أبريل 2012، الوحدات 1-4 لم تعد موجودة في الخدمة الفعلية. الوحدات 2-4 تم ايقافها تماما في 19 أبريل 2012، في حين كان الوحدة 1 آخر هذه الوحدات الأربع اغلاقا، حيث تم إغلاقها في 20 أبريل في تمام منتصف الليل بالتوقيت الرسمي الياباني.

## معرض صور

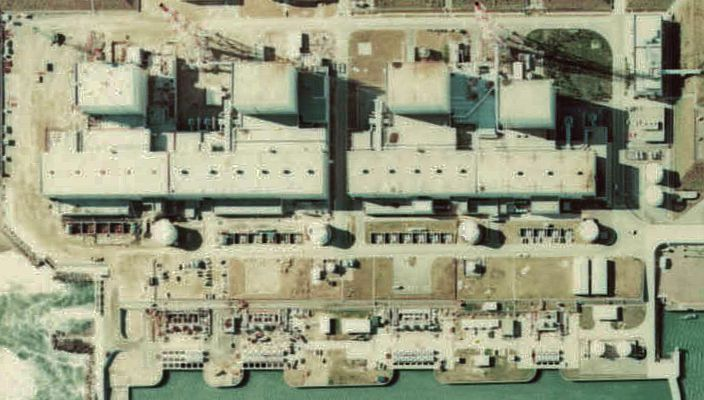
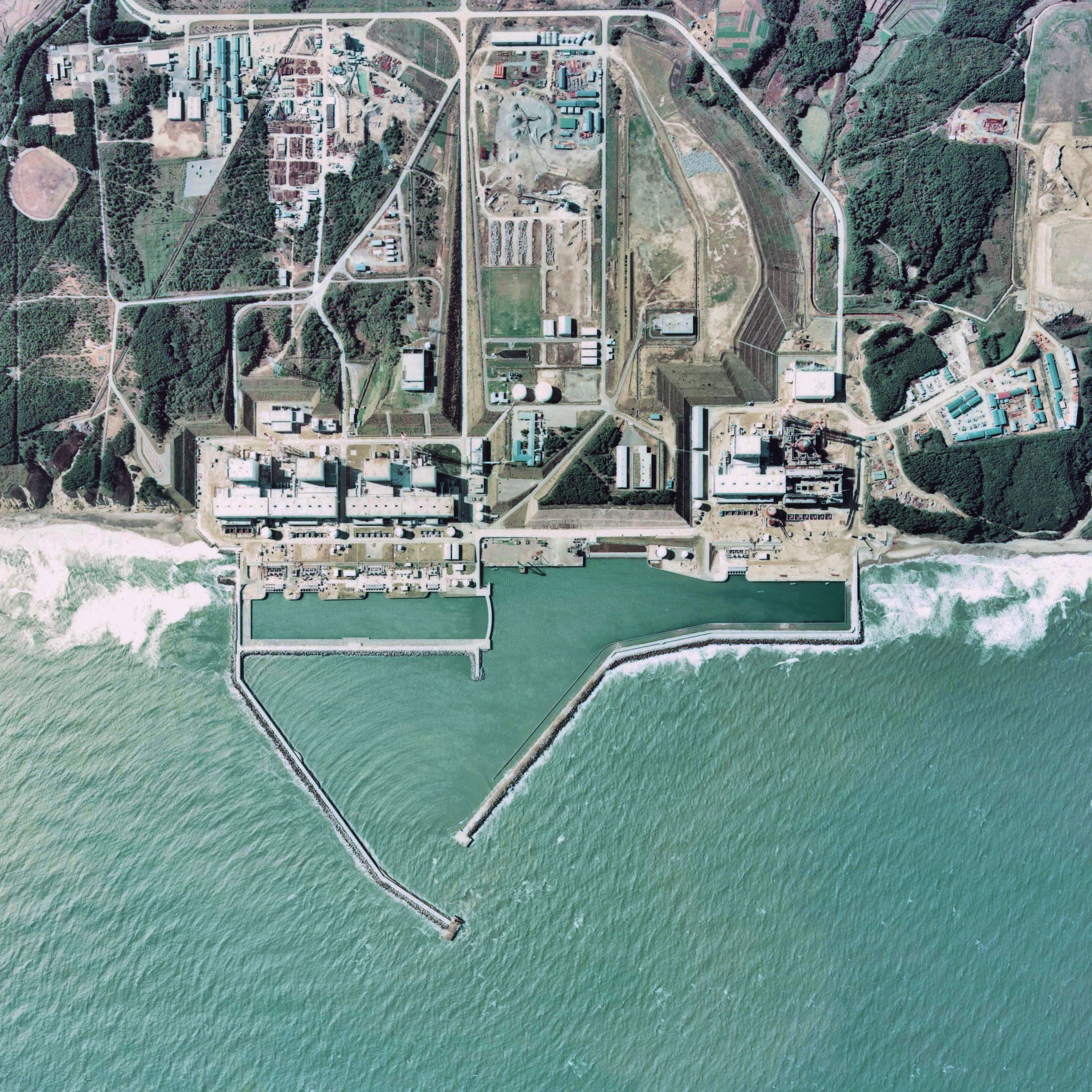
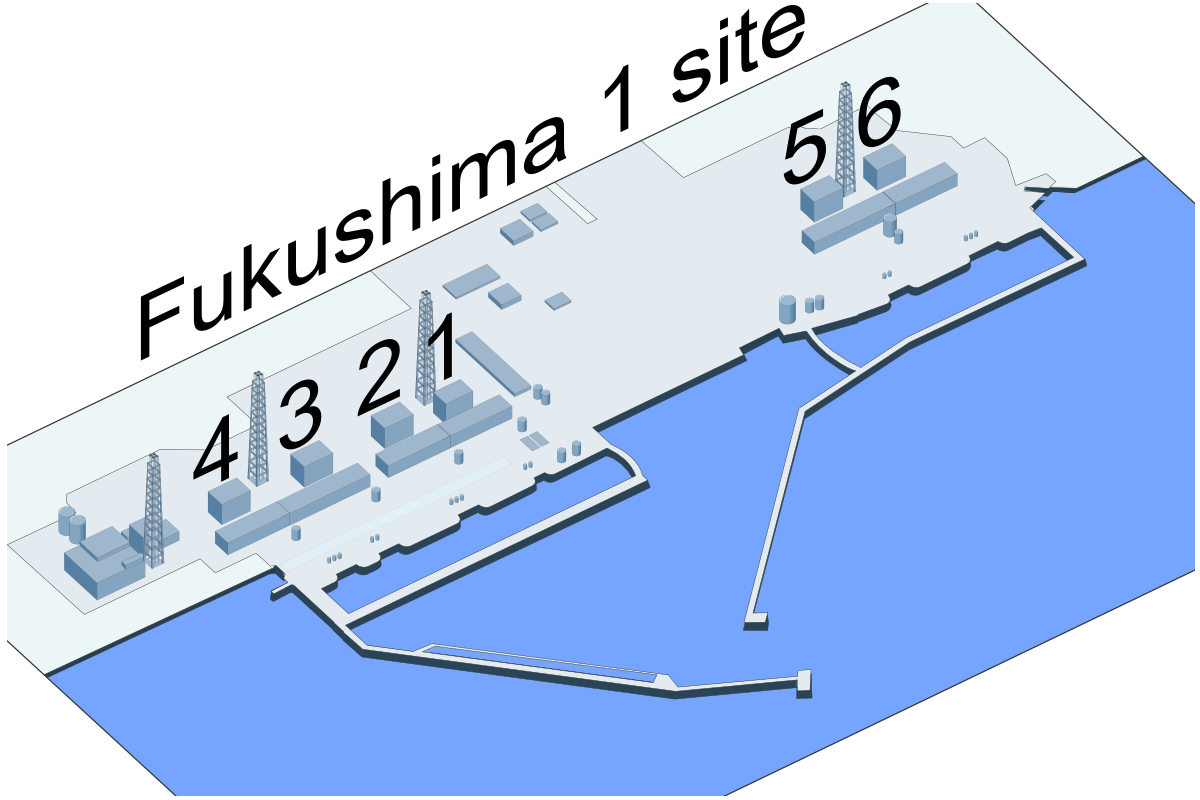

## اتظر أيضاً
- مفاعل فوكوشيما 2 النووي
- زلزال اليابان الكبير
- قائمة بمحطات الطاقة النووية